# Rugby Europe Women's Championship 2020
El Rugby Europe Women's Championship (Campeonato Europeo de Rugby Femenino) del 2020 fue la vigésimo cuarta edición del torneo femenino de rugby.

## Equipos participantes
- Selección femenina de rugby de Alemania (Se retiró de la competencia)
- Selección femenina de rugby de España
- Selección femenina de rugby de Países Bajos
- Selección femenina de rugby de Rusia

## Desarrollo

### Posiciones
| Pos. | Equipo       | Encuentros | Encuentros | Encuentros | Encuentros | Tantos  | Tantos    | Tantos     | Puntos Bonus | Puntos Totales |
| Pos. | Equipo       | jugados    | ganados    | empatados  | perdidos   | a favor | en contra | diferencia | Puntos Bonus | Puntos Totales |
| ---- | ------------ | ---------- | ---------- | ---------- | ---------- | ------- | --------- | ---------- | ------------ | -------------- |
| 1    | España       | 2          | 2          | 0          | 0          | 143     | 7         | +136       | 2            | 10             |
| 2    | Rusia        | 2          | 1          | 0          | 1          | 34      | 77        | -43        | 0            | 4              |
| 3    | Países Bajos | 2          | 0          | 0          | 2          | 21      | 114       | -93        | 1            | 1              |

Nota: Se otorgan 4 puntos al equipo que gane un partido y 2 al que empate
Puntos Bonus: 1 punto por convertir 4 tries o más en un partido y 1 al equipo que pierda por no más de 7 tantos de diferencia

### Partidos
| 7 de marzo de 2020 | Países Bajos | 21 - 27 | Rusia | Centro Nacional de Rugby, Ámsterdam, Países Bajos |  |
|                    |              | Reporte |       |                                                   |  |

| 20 de febrero de 2021 | España | 56 - 7  | Rusia | Estadio Pedro Escartín, Guadalajara, España |  |
|                       |        | Reporte |       |                                             |  |

| 27 de febrero de 2021 | España | 87 - 0  | Países Bajos | Estadio Pedro Escartín, Guadalajara, España |  |
|                       |        | Reporte |              |                                             |  |